# Манкузи (Беневенто)
Манкузи је насеље у Италији у округу Беневенто, региону Кампанија.
Према процени из 2011. у насељу је живело 227 становника. Насеље се налази на надморској висини од 454 м.